# Кунцевич, Степан Игоревич
Степан Игоревич Кунцевич (бел. Сцяпан Ігаравіч Кунцэвіч; род. 11 мая 1996, Минск) — белорусский футболист, полузащитник черкасского клуба «Фалько».

## Карьера
В 2013 году стал выступать в дублирующем составе «Городеи». Также стал привлекаться к играм с основной командой. Дебютировал за клуб 4 мая 2013 года в матче против клуба «Минск-2», выйдя на 87 минуте на поле, заменив Илью Пухова. Затем снова отправился выступать за дубль. В 2017 году дебютировал в Высшей Лиге в матче 11 августа против «Ислочи».
В 2018 году перешёл в «Молодечно-ДЮСШ-4». По окончании сезона 2018 года покинул клуб. В 2021 году присоединился к клубу «Фалько».